# Hologymnosus rhodonotus
 Hologymnosus rhodonotus és una espècie de peix de la família dels làbrids i de l'ordre dels perciformes.

## Morfologia
Els mascles poden assolir els 32 cm de longitud total.

## Distribució geogràfica
Es troba des del Japó fins a Indonèsia.